# Langage parlé complété
La Langue française Parlée Complétée (LfPC), anciennement appelée langage parlé complété (code LPC), est un ensemble de signes manuels destiné aux sourds et malentendants, qui aide à l'apprentissage et à la compréhension de l’expression orale et de l'expression écrite en français.

## Histoire
La LfPC est une version française du Cued Speech, inventé en 1967 par le Docteur R. Orin Cornett, un médecin américain. En 1971, le pasteur genevois Denis Mermod adapte le Cued Speech au français. Il est importé en France vers 1977 et en Belgique en 1980, adapté aux phonèmes de la langue française. L'ALPC France est créée en 1980.
Initialement dénommé LCC (langage codé Cornett), l'ALPC a changé son appellation à deux reprises : Langage Parlé Complété, puis Langue française Parlée Complétée. Les sigles utilisés le plus communément sont LfPC, LPC et code LPC (les deux derniers sont de moins en moins utilisés en raison de leur inexactitude linguistique).
Le Cued Speech originel est maintenant adapté à 56 langues et dialectes, parmi lesquelles : l'anglais, le français, le russe, le chinois, l'espagnol, le portugais, le portugais brésilien.
Avant 2005, l'ALPC attribuait le certificat de codeur LPC. Depuis 2005, une licence professionnelle a été créée pour préparer au métier de codeur. Il existe un cursus à Paris (université Pierre-et-Marie-Curie) et à Lyon (université Lyon 1). En 2017, on estime à plus de 200 le nombre de codeurs professionnels en LfPC[Où ?]. 
En Suisse romande, la Haute école de travail social et de la santé (EESP, à Lausanne) délivre un certificat de codeuse et codeur-interprète en Langue française Parlée Complétée, au terme d'une formation continue. La dernière formation s'est terminée en juin 2018. En Suisse, il n'y a donc pas la possibilité d'obtenir un certificat ou diplôme en fréquentant l'Université, comme c'est le cas en France.

## Description
Pour construire la communication verbale chez un enfant, il faut tout d'abord qu'il la perçoive et la comprenne pour la réemployer. Dans ce but, la LfPC aide l'enfant à percevoir la langue française. 

### Définition
La LfPC est un code manuel autour du visage complété de la lecture labiale.
Le code se compose de huit configurations de main pour représenter les consonnes ainsi que de cinq emplacements sur le visage pour représenter les voyelles. La combinaison de la position et de la forme de la main constitue l'image visuelle de la syllabe prononcée et permet à l'interlocuteur de différencier « bain », « pain » et « main » qui sont trois mots parfaitement identiques sur les lèvres, on parle alors de sosies labiaux.
La LfPC permet donc de différencier des phrases où la lecture labiale est la même comme, par exemple, les phrases « Il mange des frites » et « Il marche très vite », ou alors, « Je t'aime » et « Gendarme ».

### Utilité de la Langue française Parlée Complétée
Elle permet de visualiser la totalité du message oral et de lever les ambiguïtés de la lecture labiale.
Même si « l'audition est par définition le principe moteur de l'acquisition du langage oral chez l'enfant entendant[réf. nécessaire] », la LfPC permet de l'abstraire pour faciliter l'apprentissage de la langue française orale et écrite chez l'enfant sourd ou malentendant. En effet, la lecture labiale est très incomplète :  les chercheurs estiment que seulement 30 % du message oral est perçu par ce moyen. L'interlocuteur sourd ne peut reconnaître le mot qui est prononcé s'il ne le connaît pas, d'où l'importance d'un vocabulaire riche et bien maîtrisé, et il ne peut le reconnaître à plus forte raison s'il n'en a perçu qu'une partie. Avec la LfPC, la réception ou perception du message passerait à 95 %, permettant à la personne sourde d'identifier la structure grammaticale et les mots prononcés de façon optimale pour enrichir son vocabulaire. Cela étant, elle pourra être mise en situation sans la LfPC et faire appel à ses connaissances pour reconstituer mentalement la phrase prononcée.
L’enfant acquiert le sens des mots comme un enfant entendant grâce à l’utilisation de la LfPC. Cela lui permet d’apprendre à lire, à écrire comme les enfants entendants. La LfPC permet également l’intégration scolaire des enfants sourds en milieu entendant. « L’intégration en milieu entendant demeure le souhait de nombreux parents et les progrès réalisés en matière d’implantation cochléaire risquent d’accroître cette tendance. »[réf. nécessaire]
Il est important de noter que le bain de langage en quantité, en qualité et en variété est très important pour que l’enfant puisse acquérir la langue française.

### Public concerné
La LfPC est destinée aux personnes malentendantes dont le degré de surdité peut être moyen, sévère ou profond. La LfPC peut être utilisée avec ou sans l’implant cochléaire. "L’absence de son ne diminue pas les bénéfices de la LfPC. Prothèses auditives et implants cochléaires ne sont pas nécessaires pour percevoir un message codé en LfPC." 
Il n’y a pas d’âge pour coder à un enfant sourd ; le plus tôt sera le mieux. Il est possible de coder à un enfant de quelques mois en répétant ses lallations puis son babillage. La LfPC est un outil qui doit être utilisé aussi bien en situation de classe par le codeur, qu’à la maison par les parents et la fratrie de l’enfant sourd. C’est un outil de communication au quotidien. 
Souvent, les personnes ayant bénéficié du code LfPC au plus jeune âge pourraient s'en passer une fois que la lecture labiale est bien maîtrisée et qu'elles ont un vocabulaire solide, mais seulement en cas de situations calmes et sans bruits gênants (hyperactivité, dyslexie, trouble du comportement)[réf. nécessaire]. La LfPC peut être utilisé avec ces enfants lorsqu'il n'y a pas de trouble de l'apprentissage.
95 % des parents d'enfants sourds sont entendants dont la langue est la langue française. Ce code a été conçu pour permettre à ces parents de transmettre leur langue maternelle à leur enfant atteint de surdité. 
Grâce à la visualisation des phonèmes par la LfPC, les enfants sourds acquièrent la langue française de manière naturelle au sein de la famille, à condition que les parents s’efforcent d’établir une communication en langue française. Les parents peuvent transmettre à leur enfant, dans la langue française, leur conception du monde, leurs valeurs, leurs croyances. Avec l’apprentissage de la lecture, l’enfant sourd a accès à la culture française, orale et écrite. 
Ce code peut être appris par les camarades de l’enfant sourd, favorisant ainsi son insertion sociale et scolaire. L'apprentissage du code en LfPC est assez simple. Et les enfants entendants peuvent communiquer en codant pour leur plus grand plaisir. 
La LfPC permet également la communication entre les sourds qui l’utilisent. La collaboration entre les parents et les professionnels est très importante pour offrir à l’enfant le maximum de français codé.

### Conditions de bonne pratique de LfPC
- L’enfant sourd doit bénéficier d’un bain de langage en quantité, en qualité et en variété pour acquérir la langue française. En effet, l’enfant doit « entendre » des expressions pour en apprendre le sens.
- Le codeur ou la personne qui code doit utiliser son expressivité pour donner envie à l’enfant de le regarder mais aussi pour l’aider à comprendre certains mots.
- Il faut veiller à avoir un rythme qui convient à l’enfant. Pour les parents débutants avec un petit enfant, la maîtrise de la LfPC sera progressive, en respectant le rythme de l’enfant. Il ne faut pas oublier que l’enfant doit lui aussi apprendre à décoder (action de comprendre le code), il faut lui laisser le temps de bien voir chaque clé.
- La personne qui code doit coder de façon synchronisée avec sa parole pour que l’enfant utilise au mieux le complément lecture labiale et le code.
- Pour qu’une situation de communication en LfPC soit bonne, il faut des conditions favorables telle qu’un bon éclairage ; l’interlocuteur doit avoir une bonne articulation avec une mimogestualité[Quoi ?] adaptée au contexte.
- La vitesse d’élocution et la qualité mélodique et rythmique du locuteur influencent la réception[Comment ?].
- La langue des signes française (LSF) ou la Langue des signes de Belgique francophone (LSFB) peuvent être utilisées en plus de la LfPC pour permettre à l’enfant de s’ouvrir au monde et à la communication. Cela peut aussi donner du sens à un mot. Mais cela n’est possible que lorsque le signe est évocateur, en le mimant par exemple. La LfPC est également utilisé au sein d'écoles d'enseignement bilingue français - Langue des signes en intégration[11].

### Avantages
- L’enfant acquiert la langue car il y a accès : « il entend par la vue ».
- La LfPC s’inscrit dans une démarche d’intégration scolaire, cela permet à l'enfant d’être intégré dans une classe avec l’aide d’un codeur.
- L'enfant est mis dans une situation d’apprentissage du langage comme un entendant pour l’acquisition des structures de la langue.
- La LfPC développe la capacité à utiliser la lecture labiale, elle favorise l’autonomie de l’enfant.
- La LfPC utilise deux formes de communication : la communication verbale (mots, forme syntaxique…) et la communication non verbale (regard, expressivité, gestes…).
- Par le fait que la LfPC se fait en temps réel et à voix haute, dans une conversation, il permet d'intégrer aussi bien les entendants que les sourds et ne crée pas de décalage.